# Fünfhausen
Fünfhausen es un lugar en Hamburgo, Alemania. Forma parte del distrito de Bergedorf y del barrio Kirchwerder.

## Historia
Durante la Segunda Guerra Mundial, se construyeron 50 casas de madera para las familias afectadas por los bombardeos en la ciudad. En ese momento, la gente de Bergedorf solía llamar a Fünfhausen Kistendorf (pueblo de cajas) debido a las casas de forma cúbica.
En octubre de 1954, Fünfhausen fue visitado por el presidente alemán Theodor Heuss.

## Geografía
Fünfhausen se encuentra en el barrio Kirchwerder en Hamburgo. Al oeste de Fünfhausen está el barrio Ochsenwerder. En el centro está el lago Sandbrack y cerca se encuentra el lago Hohendeicher y el río Elba. Al norte se encuentra el Gose Elba.
Las principales calles son Durchdeich, Ochsenwerder Landscheideweg y Süderquerweg.

## Transporte
Fünfhausen no tiene estación de tren. Sin embargo, varias líneas de autobús pasan por el vecindario. Las líneas 122, 124, 127, 222, 224 y 422 conectan Fünfhausen con la estación central y la Estación de Bergedorf. Las líneas 222 y 422 son líneas especiales que operan antes y después del horario escolar. La estación de autobuses más grande es Fünfhausen (Durchdeich).

## Fünfhausen en el distrito de Harburg
Hay un segundo lugar mucho más pequeño en Hamburgo que también se llama Fünfhausen en el distrito de Harburgo en el distrito de Neuland. Se encuentra en el Elba y limita con Seevetal en Baja Sajonia.